# Kanton Trois-Rivières
Kanton Trois-Rivières (francouzsky Canton de Trois-Rivières) je francouzský kanton v departementu Guadeloupe v regionu Guadeloupe. Tvoří ho 5 obcí.

## Obce kantonu
- Trois-Rivières
- Vieux-Fort
- Terre-de-Haut
- Terre-de-Bas
- Gourbeyre